# 善鸞
善鸞（ぜんらん）は、鎌倉時代中期の浄土真宗の僧。慈信房と号する。真宗出雲路派は、毫摂寺第二代と位置付けている。

## 経歴
父は親鸞。母は恵信尼とする説とそれ以外の女性を母とする説がある（後述）。続柄についても親鸞の長男とする説と次男とする説がある。子は本願寺第二世の如信。末妹に覚信尼がいる。生年は承元4年（1210年）、没年は正応5年（1292年）とする説もあり、そうであれば親鸞配流地の越後で生まれたことになる。
父親鸞が関東布教から京都に戻った後、関東における門弟たちの信仰上の動揺を鎮めるために、善鸞は関東へ派遣された。しかし関東で、善鸞は己が親鸞より秘かに伝授された教義が正統であると訴えたため、異端事件となった。その結果、建長8年（1256年）5月29日付けの手紙が東国に送られ、親鸞から義絶された。その手紙は「善鸞義絶状」、もしくは「慈信房義絶状」と呼ばれる。ただし、高田派専修寺に収蔵されている顕智による写本が存在するのみで、親鸞の真蹟のものは発見されていない。
その後善鸞は、巫祝（ふしゅく）もしくは善知識として関東を中心に布教活動を続けた。

## 恵信尼との関係
「善鸞義絶状」（「慈信房義絶状」）に、「マヽハヽニ イ井マトワサレタルトカヽレタルコト」、「マヽハヽノアマノイ井マトワセリト イフコト」とある。この「マヽハヽ」とは継母のことで、その解釈には2通りあり、字義通り恵信尼を慈信房（善鸞）の義母とみる解釈と、実母である恵信尼を中傷して述べたものとみる解釈がある。「マヽハヽ」のあとに「コトニ アサマシキコトナリ」、「アサマシキ ソラコトナリ」とそれぞれ続くため、細川行信、宮城顗、野田晋らは実母の恵信尼を中傷する表現としている。日本史学者の平雅行は、「善鸞義絶状」に記されている「みぶの女房」を善鸞の実母もしくは実母の近親者とし、恵信尼を継母と考察している。